# J.D. Feraud Guzmán

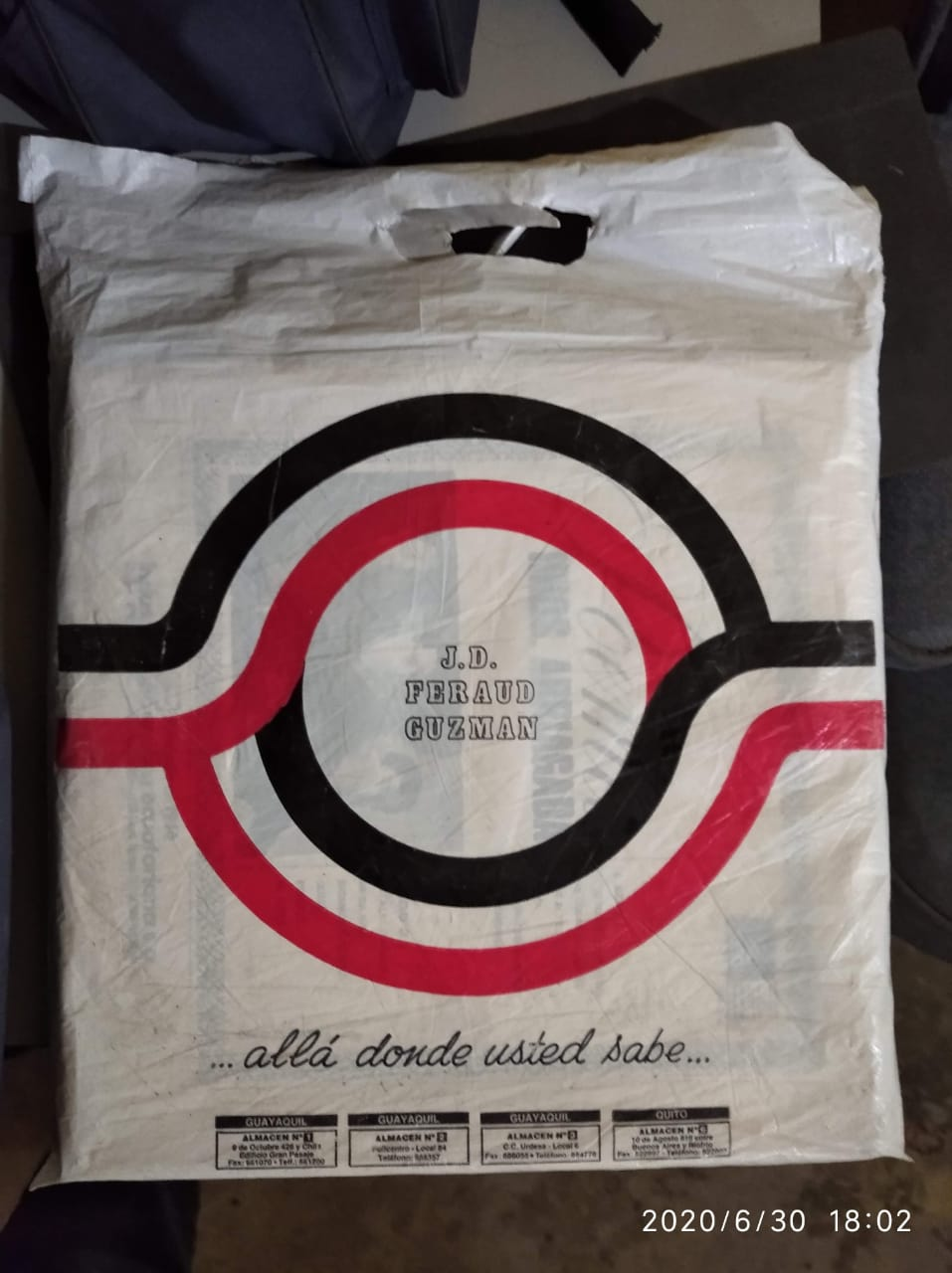
J.D. Feraud Guzmán

Almacén de música J. D. Feraud Guzmán. Abrió sus puertas el 25 de julio de 1916. Su fundador fue José Domingo Feraud Guzmán, y cuyo eslogan fue “Allá donde usted sabe... J. D. Feraud Guzmán” de popular éxito en las décadas del ochenta y noventa. Comenzaron vendiendo pianolas, equipos gramofónicos y demás instrumentos.

## Fediscos
Fue una filial de J. D. Feraud Guzmán, en donde se fabricaban discos de vinilo, y cuyo sello discográfico se llamó Onix; cantantes como Julio Jaramillo, Carlota Jaramillo, José Luis Rodríguez y Giselle Villagómez grabaron con ellos. Fue la única  disquera en Latinoamérica con los derechos para reproducir discos de Frankie Valli, Olivia Newton-John, Donna Summer, entre otros artistas mundiales. Cerró sus puertas el 4 de octubre de 2017.

## Feraud Guzmán
Con 83 años de existencia, desapareció el 3 de julio de 1978. Comenzó vendiendo rollos de pianolas que los construía manualmente.